# Притика Олександр Андрійович
Олекса́ндр Андрі́йович Прити́ка (4 червня 1965 — 12 серпня 2014) — солдат Збройних сил України, учасник російсько-української війни.

## Життєвий шлях
Нагородився 1965 року в селі Нова Ободівка (Тростянецький район, Вінницька область). Закінчив Новоободівську ЗОШ. Служив на Балтійському флоті в званні старшого матроса з 1983 по 1986 рік. З 1988 по 1991 рік служив в рядах Міністерства Внутрішніх Справ.
Працював в колгоспі механізатором, з 1993 року — слюсар Ободівського цукрового заводу, довгий час працював в Тростянецькій дільниці Гайсинського міжрайонного управління газового господарства.
В часі війни — доброволець; мобілізований у першу хвилю, солдат, стрілець-радіотелефоніст 9-го батальйону територіальної оборони Вінницької області.
За інформацією військового комісаріату, помер у шпиталі від отриманих ран під час виконання бойового завдання.
Без Олександра лишились батьки, дружина Тетяна Іванівна, діти.
Похований в смт Тростянець 15 серпня 2014 року.

## Нагороди та вшанування пам'яті

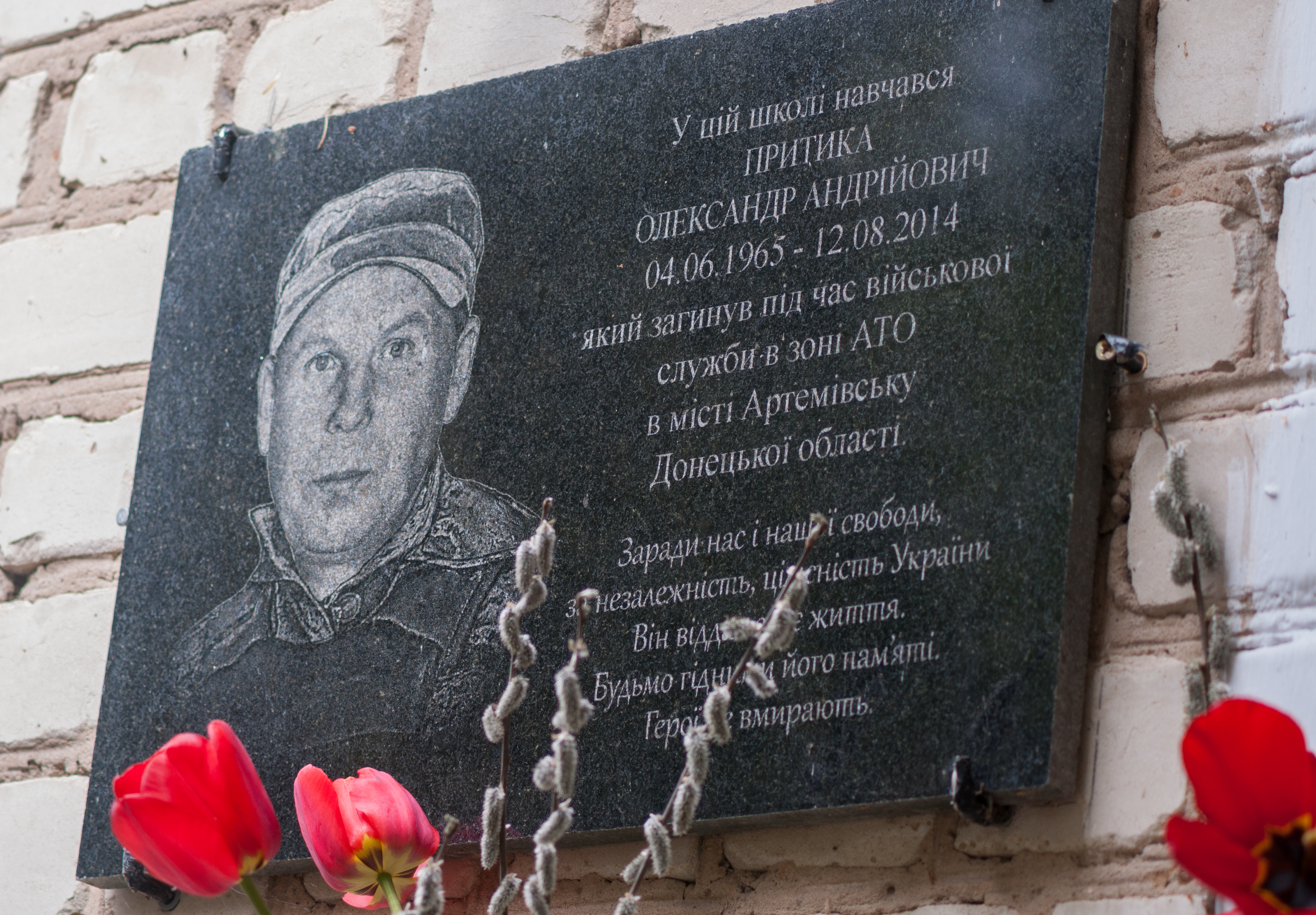
Меморіальна дошка на школі у с. Нова Ободівка

- 13 жовтня 2016 року в Новоободівській ЗОШ відкрили меморіальну дошку випускнику Олександру Притиці[2]
- нагороджений медаллю «За жертовність і любов до України» (посмертно)[3]
- його портрет розміщений на меморіалі «Стіна пам'яті полеглих за Україну» у Києві: секція 2, ряд 3, місце 41
- 1 червня 2021 року у Тростянці відкрили Стелу пам'яті загиблим та померлим землякам-учасникам АТО/ООС — серед них й Олександр Притика[4]
- нагрудний знак «Почесна відзнака 9-го ОМПБ» (посмертно)[5]
- Вулицю Кірова у селі Нова Ободівка перейменовано на його честь.[6]